# Operand
En operand är inom matematiken ett av invärdena (argumenten) till en operator. Till exempel i
{\displaystyle 3+6=9}
är (+) operatorn och (3) och (6) operanderna.
Antalet operander till en operator kallas dess "aritet". Baserad på sin aritet klassificeras operatorer som unära, binära etcetera.

## Notation
Operander kan vara komplexa och i sig bestå av operatorer och operander:
{\displaystyle (3+9)/4=3}
I exemplet ovan är (3 + 9) en operand tillsammans med 4.

### Positionering av operanderna
Det finns olika sätt att positionera operanderna i förhållande till en operator. Det vanligaste är infix, där operatorn placeras mellan operanderna, men även postfix- och prefixnotation är vanlig i datavetenskap.
- {\displaystyle 1+2} (infix)
- {\displaystyle 1\ 2\ +} (postfix)
- {\displaystyle +\ 1\ 2} (prefix)

Vid addition av talen 1 och 2 ser de olika sätten ut som ovan. Om fler tal ska adderas så kräver infixnotationen att operatorn skrivs ut flera gånger, medan postfix- och prefixnotation inte kräver det:
- {\displaystyle 1+2+3+...+n} (infix)
- {\displaystyle 1\ 2\ 3\ ...\ n\ +} (postfix)
- {\displaystyle +\ 1\ 2\ 3\ ...\ n} (prefix)